# Euphorbia renneyi
Euphorbia renneyi är en törelväxtart som först beskrevs av Susan Carter, och fick sitt nu gällande namn av Peter Vincent Bruyns. Euphorbia renneyi ingår i släktet törlar, och familjen törelväxter.
Artens utbredningsområde är Kenya. Inga underarter finns listade i Catalogue of Life.